# Piroaurita
La piroaurita és un mineral de la classe dels carbonats, que pertany al grup de la hidrotalcita. Va rebre el seu nom l'any 1865 per Lars Johan Igelström del grec πυροζ que significa "foc" i del terme aurum llatí que vol dir "or", en al·lusió al color groc daurat del mineral per escalfament a temperatures relativament baixes.

## Característiques
La piroaurita és un carbonat de fórmula química Mg₆Fe3+
2(CO₃)(OH)16·4H₂O. La seva duresa a l'escala de Mohs és 2,5. És l'anàleg de Fe3+ de la hidrotalcita, la stitchtita i la desautelsita, formant solucions sòlides amb aquests. La sjögrenita (ara piroaurita-2H) es considera un politip seu. Comunament s'origina com un producte d'alteració a baixa temperatura de la magnetita en serpentinita. També pot ser un producte d'alteració de la iowaïta.
Segons la classificació de Nickel-Strunz, la piroaurita pertany a «05.DA: Carbonats amb anions addicionals, amb H₂O, amb cations de mida mitjana» juntament amb els següents minerals: dypingita, hidromagnesita, giorgiosita, widgiemoolthalita, artinita, indigirita, clorartinita, otwayita, zaratita, kambaldaïta, cal·laghanita, claraïta, hidroscarbroïta, scarbroïta, caresita, quintinita, charmarita, stichtita-2H, brugnatel·lita, clormagaluminita, hidrotalcita-2H, piroaurita-2H, zaccagnaïta, comblainita, desautelsita, hidrotalcita, reevesita, stichtita i takovita.

## Formació i jaciments
Va ser descoberta a Långban, al municipi de Filipstad, Värmland (Suècia). Ha estat descrita en molts altres indrets, però tot i així es considera un mineral poc abundant.